# Поцхоецері
Поцхоецері (груз. ფოცხოეწერი) — село в Грузії.
За даними перепису населення 2014 року в селі проживає 306 осіб.